# ゲイル・ソンダガード
ゲイル・ソンダガード（Gale Sondergaard, 本名: Edith Holm Sondergaard, 1899年2月15日 - 1985年8月14日）は、アメリカ合衆国の女優。ミネソタ州リッチフィールド出身。
1936年に初めて出演した映画『風雲児アドヴァース』で最初のアカデミー助演女優賞を受賞した。

## 来歴
ミネアポリス・スクール・オブ・ドラマティック・アーツで演技を勉強した。演技のキャリアを舞台でスタートさせて、36歳の時に『風雲児アドヴァース』で映画デビューした。『ゾラの生涯』でポール・ムニと共演して、映画は1937年にアカデミー作品賞を受賞した。他にも『猫とカナリヤ』などに出演したが、1948年に夫とブラックリストに載ってしまい、20年間出演作がなかったが、1960年代後半には映画界に復帰して、1983年に最後の映画出演を果たした。私生活では結婚は2回。2番目の夫ハーバート・ビーバーマンとは彼の死まで連れ添い、子供を2人もうけたが娘は1965年に亡くなった。カリフォルニア州ロサンゼルスのウッドランド・ヒルズで86歳で没した。

## 主な出演作品
| 公開年 | 邦題 原題                                             | 役名                         | 備考                      |
| ------ | ----------------------------------------------------- | ---------------------------- | ------------------------- |
| 1936   | 風雲児アドヴァース Anthony Adverse                    | フェイス                     | アカデミー助演女優賞 受賞 |
| 1937   | セイルムの娘 Maid of Salem                            | マーサ                       |                           |
| 1937   | 第七天国 Seventh Heaven                               | ナナ                         |                           |
| 1937   | ゾラの生涯 The Life of Emile Zola                     | ルーシー・ドレイファス       |                           |
| 1939   | 革命児ファレス Juarez                                 | ウジェニー・ド・モンティジョ |                           |
| 1939   | 猫とカナリヤ The Cat and the Canary                   | ミス・ルー                   |                           |
| 1940   | 怪傑ゾロ The Mark of Zorro                            | アイネズ・キンテロ           |                           |
| 1940   | 月光の女 The Letter                                   | ハモンド夫人                 |                           |
| 1941   | 黒猫 The Black Cat                                    | アビガイル                   |                           |
| 1944   | クリスマスの休暇 Christmas Holiday                    | マネッテ夫人                 |                           |
| 1944   | ルパン登場 Enter Arsene Lupin                         | ベッシー・シーグレイヴ       |                           |
| 1946   | アンナとシャム王 Anna and the King of Siam            | ティアン王妃                 |                           |
| 1946   | 凸凹幽霊屋敷 The Time of Their Lives                  | エミリー                     |                           |
| 1947   | 南米珍道中 Road to Rio                                | キャサリン・ベイル           |                           |
| 1970   | ハリウッド殺人事件 Savage Intruder                    | レスリー                     |                           |
| 1976   | サウス・ダコタの戦い The Return of a Man Called Horse | Elk Woman                    |                           |